# Claudio Bravo
Claudio Andrés Bravo Muñoz (phát âm tiếng Tây Ban Nha: [ˈklauðjo ˈβɾaβo]; sinh ngày 13 tháng 4 năm 1983) là một cựu cầu thủ bóng đá chuyên nghiệp người Chile từng thi đấu ở vị trí thủ môn.
Anh dành phần lớn sự nghiệp cầu thủ của mình chơi cho câu lạc bộ Real Sociedad ở La Liga, tham gia 237 trận đấu chính thức. Anh bắt đầu chơi năm 2002 với Colo-Colo.
Bravo thi đấu cùng đội tuyển Chile trong hai kì FIFA World Cup và ba kỳ Copa America.

## Sự nghiệp câu lạc bộ

### Colo-Colo
Bravo sinh ra ở Viluco, tỉnh Maipo. Bố anh là người đã phát hiện tài năng đang trỗi dậy của con trai mình đưa anh đến đội trẻ Colo-Colo, và cuối cùng anh đã được ra mắt một cách chuyên nghiệp trong năm 2002. Ở đó, anh được gán biệt danh Condor Chico, sau cựu thủ môn của câu lạc bộ Roberto Rojas.
Sau chấn thương của Eduardo Lobos, quản lý Jaime Pizarro đã dành cho Bravo cơ hội đầu tiên, tuy nhiên đó cũng chỉ là một cơ hội ngắn ngủi, bởi lẽ sau đó anh cũng dính chấn thương, nhưng việc này đã nhắc nhở Jonny Walker hợp đồng ký kết tiếp theo.
Bravo trở lại sau chấn thương vào giữa năm 2003 trong khi Lobos vẫn chưa hồi phục, anh đã được đảm nhận vai trò đầu tiên mà anh sẽ không còn đánh mất lần nữa, vì lúc này người cạnh tranh vị trí của anh đã được chuyển nhượng đi nơi khác. Năm 2006 anh đã giành được danh hiệu đầu tiên, thực hiện cú nhào lộn bảo vệ khung thành trong loạt sút penalty ở vòng chung kết giải Apertura', nơi mà anh và các đồng đội đã giành chiến thắng trước đối thủ C.F. Universidad de Chile.

### Real Sociedad
Ở mùa giải năm 2006-07 Bravo ký kết một hợp đồng 5 năm với câu lạc bộ Real Sociedad ở Tây Ban Nha, với một thỏa thuận theo báo cáo trị giá 1.2 triệu €– anh và Asier Riesgo tạo nên bộ đôi cầu thủ có tuổi đời trẻ nhất vào năm đó ở La Liga. Anh khởi đầu trên băng ghế dự bị, nhưng cuối cùng cũng được ra thi đấu (29 trận) vì các đội bóng xứ Basque đã bị xuống hạng (mặc dù vậy, anh đã về ở vị trí thứ năm cho Cúp Ricardo Zamora với trung bình hiệu số bàn thắng bại là 1.00); trận đấu mùa giải đầu tiên của anh đến vào ngày 22 tháng 10 năm 2006, trong trận hòa 0-0 với RCD Mallorca.
Mùa giải tiếp theo ở Segunda Devision 2007-08, Riesgo trở về vị trí ban đầu của anh. Tuy nhiên mùa giải 2008–09, sau hợp đồng cho mượn tới Recreativo de Huelva, Bravo một lần nữa là người khởi đầu, nhưng Real vẫn duy trì trong giải Segunda Devision.
Vào ngày 14 tháng 2 năm 2010 Bravo đã ghi bàn thắng đầu tiên trong sự nghiệp, từ quả đá phạt trực tiếp trước Gimnàstic de Tarragona, trận đấu chỉ mang tính chiến thắng trong nội bộ. Tuy nhiên, sau đó không lâu, anh dính phải một chấn thương đầu gối nghiêm trọng trong trận thua 0-2 của Real Sociedad trước Córdoba CF, điều này khiến anh không còn khả năng ra sân không phần còn lại của giải đấu Segunda División 2009-10. Anh vẫn dự khán 25 trận đấu để giúp đội bóng của mình giành chức vô dịch và trở lại bộ phận dẫn đầu, sau 3 năm.

### Barcelona
Bravo gia nhập Barcelona vào ngày 18 tháng 6 năm 2014 với hợp đồng 12 triệu € gia hạn 4 năm có hiệu lực từ ngày 1 tháng 7.

## Sự nghiệp quốc tế
Bravo là đại diện cho U17, U20 và U23 Chile. Anh ra mắt lần đầu tiên với đội hình chính vào ngày 11 tháng 7 năm 2004 trước Paraguay trong khuôn khổ giải Copa América năm 2004, và giữ nguyên vị trí đó trong suốt vòng loại World Cup 2006.
Bravo một lần nữa được gọi vào đội hình ở Copa América 2007 tổ chức ở Venezuela, nơi mà anh bắt chính cả bốn trận. Anh trở thành đội trưởng của đội tuyển quốc gia sau khi Marcelo Salas tuyên bố sẽ chấm dứt sự nghiệp cầu thủ quốc tế.
Trong World Cup 2010 ở Nam Phi, Bravo bắt chính cho cả bốn trận đấu cho Chile (còn với vai trò đội trưởng), để thủng lưới 5 bàn trong vòng 16 đội (thua 0–3 trước Brazil). Anh tiếp tục có tên trong danh sách đội hình tham dự hai kỳ Copa América 2015 tổ chức tại quê nhà Chile và Copa América Centenario tổ chức tại Hoa Kỳ, hai giải đấu mà anh cùng đồng đội giành chức vô địch hai giải liên tiếp trong lịch sử sau khi vượt qua đội tuyển Argentina ở loạt sút luân lưu 11m sau khi hai đội hòa nhau với tỉ số không bàn thắng trong suốt 120 phút thi đấu chung kết.

## Thống kê sự nghiệp

### Câu lạc bộ
| Câu lạc bộ          | Mùa giải            | Giải đấu                 | Giải đấu | Giải đấu | Cúp quốc gia | Cúp quốc gia | Cúp liên đoàn | Cúp liên đoàn | Châu lục | Châu lục | Khác | Khác | Tổng cộng | Tổng cộng |
| Câu lạc bộ          | Mùa giải            | Hạng                     | Trận     | Bàn      | Trận         | Bàn          | Trận          | Bàn           | Trận     | Bàn      | Trận | Bàn  | Trận      | Bàn       |
| ------------------- | ------------------- | ------------------------ | -------- | -------- | ------------ | ------------ | ------------- | ------------- | -------- | -------- | ---- | ---- | --------- | --------- |
| Colo-Colo           | 2003                | Chilean Primera División | 25       | 0        | —            | —            | —             | —             | 1        | 0        | —    | —    | 26        | 0         |
| Colo-Colo           | 2004                | Chilean Primera División | 40       | 0        | —            | —            | —             | —             | 5        | 0        | —    | —    | 45        | 0         |
| Colo-Colo           | 2005                | Chilean Primera División | 39       | 0        | —            | —            | —             | —             | 2        | 0        | —    | —    | 41        | 0         |
| Colo-Colo           | 2006                | Chilean Primera División | 19       | 0        | —            | —            | —             | —             | 2        | 0        | —    | —    | 21        | 0         |
| Colo-Colo           | Tổng cộng           | Tổng cộng                | 123      | 0        | —            | —            | —             | —             | 10       | 0        | —    | —    | 133       | 0         |
| Real Sociedad       | 2006–07             | La Liga                  | 29       | 0        | 1            | 0            | —             | —             | —        | —        | —    | —    | 30        | 0         |
| Real Sociedad       | 2007–08             | Segunda División         | 0        | 0        | 0            | 0            | —             | —             | —        | —        | —    | —    | 0         | 0         |
| Real Sociedad       | 2008–09             | Segunda División         | 32       | 0        | 0            | 0            | —             | —             | —        | —        | —    | —    | 32        | 0         |
| Real Sociedad       | 2009–10             | Segunda División         | 25       | 1        | 0            | 0            | —             | —             | —        | —        | —    | —    | 25        | 1         |
| Real Sociedad       | 2010–11             | La Liga                  | 38       | 0        | 0            | 0            | —             | —             | —        | —        | —    | —    | 38        | 0         |
| Real Sociedad       | 2011–12             | La Liga                  | 37       | 0        | 0            | 0            | —             | —             | —        | —        | —    | —    | 37        | 0         |
| Real Sociedad       | 2012–13             | La Liga                  | 31       | 0        | 0            | 0            | —             | —             | —        | —        | —    | —    | 31        | 0         |
| Real Sociedad       | 2013–14             | La Liga                  | 37       | 0        | 0            | 0            | —             | —             | 7        | 0        | —    | —    | 44        | 0         |
| Real Sociedad       | Tổng cộng           | Tổng cộng                | 229      | 1        | 1            | 0            | —             | —             | 7        | 0        | —    | —    | 237       | 1         |
| Barcelona           | 2014–15             | La Liga                  | 37       | 0        | 0            | 0            | —             | —             | 0        | 0        | —    | —    | 37        | 0         |
| Barcelona           | 2015–16             | La Liga                  | 32       | 0        | 0            | 0            | —             | —             | 0        | 0        | 3    | 0    | 35        | 0         |
| Barcelona           | 2016–17             | La Liga                  | 1        | 0        | —            | —            | —             | —             | —        | —        | 2    | 0    | 3         | 0         |
| Barcelona           | Tổng cộng           | Tổng cộng                | 70       | 0        | 0            | 0            | —             | —             | 0        | 0        | 5    | 0    | 75        | 0         |
| Manchester City     | 2016–17             | Premier League           | 22       | 0        | 4            | 0            | 0             | 0             | 4        | 0        | —    | —    | 30        | 0         |
| Manchester City     | 2017–18             | Premier League           | 3        | 0        | 3            | 0            | 6             | 0             | 1        | 0        | —    | —    | 13        | 0         |
| Manchester City     | 2018–19             | Premier League           | 0        | 0        | 0            | 0            | 0             | 0             | 0        | 0        | 1    | 0    | 1         | 0         |
| Manchester City     | 2019–20             | Premier League           | 4        | 0        | 4            | 0            | 6             | 0             | 2        | 0        | 1    | 0    | 17        | 0         |
| Manchester City     | Tổng cộng           | Tổng cộng                | 29       | 0        | 11           | 0            | 12            | 0             | 7        | 0        | 2    | 0    | 61        | 0         |
| Real Betis          | 2020–21             | La Liga                  | 20       | 0        | 1            | 0            | —             | —             | —        | —        | —    | —    | 21        | 0         |
| Real Betis          | 2021–22             | La Liga                  | 17       | 0        | 2            | 0            | —             | —             | 4        | 0        | —    | —    | 23        | 0         |
| Real Betis          | 2022–23             | La Liga                  | 12       | 0        | 2            | 0            | —             | —             | 6        | 0        | 1    | 0    | 21        | 0         |
| Real Betis          | 2023–24             | La Liga                  | 7        | 0        | 0            | 0            | —             | —             | 2        | 0        | —    | —    | 9         | 0         |
| Real Betis          | Tổng cộng           | Tổng cộng                | 56       | 0        | 5            | 0            | —             | —             | 12       | 0        | 1    | 0    | 74        | 0         |
| Tổng cộng sự nghiệp | Tổng cộng sự nghiệp | Tổng cộng sự nghiệp      | 507      | 1        | 17           | 0            | 12            | 0             | 36       | 0        | 8    | 0    | 580       | 1         |

]

### Đội tuyển quốc gia

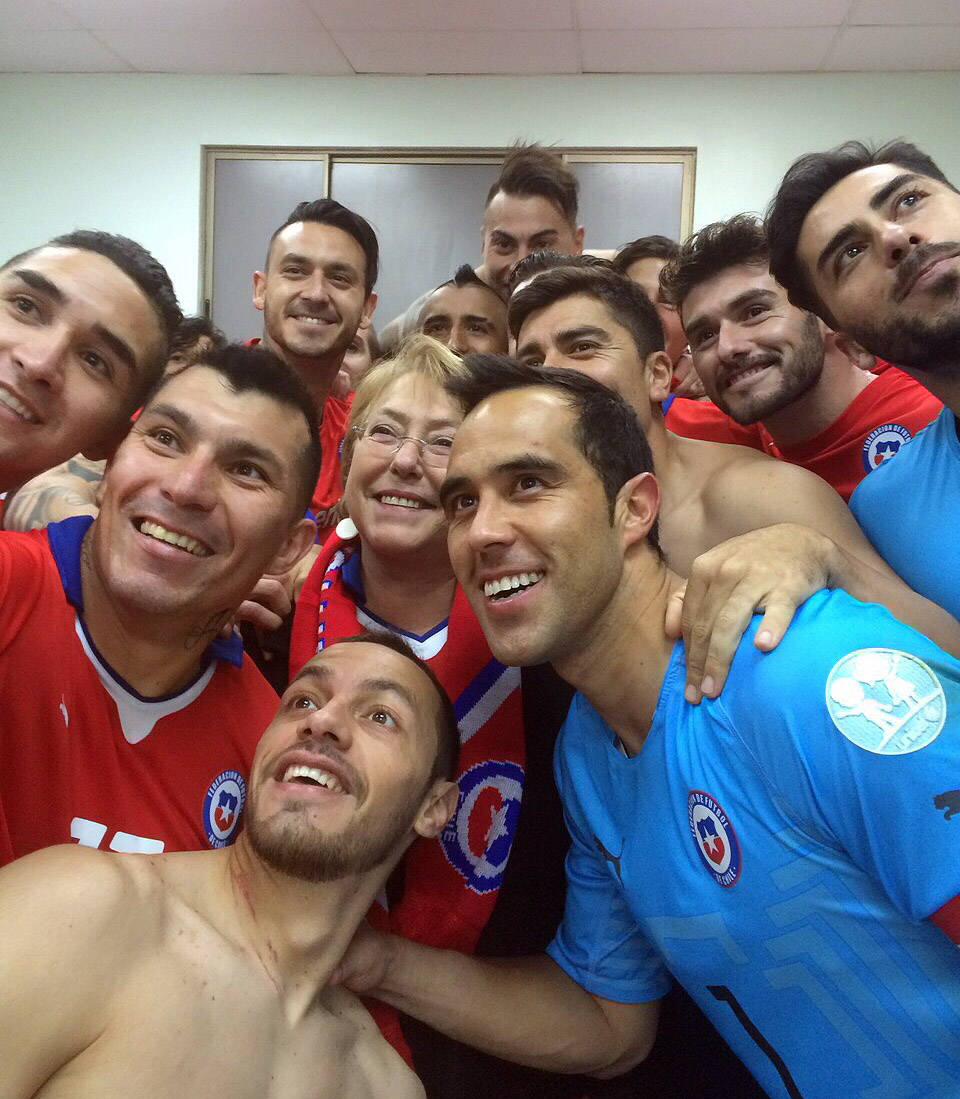
Bravo (giữa, mặc áo xanh lam), cùng các thành viên của đội tuyển Chile và tổng thống Michelle Bachelet, trước giờ khai mạc Copa América 2015

| Chile     | Chile | Chile |
| Năm       | Trận  | Bàn   |
| --------- | ----- | ----- |
| 2004      | 1     | 0     |
| 2005      | 3     | 0     |
| 2006      | 5     | 0     |
| 2007      | 12    | 0     |
| 2008      | 10    | 0     |
| 2009      | 9     | 0     |
| 2010      | 8     | 0     |
| 2011      | 14    | 0     |
| 2012      | 4     | 0     |
| 2013      | 12    | 0     |
| 2014      | 9     | 0     |
| 2015      | 12    | 0     |
| 2016      | 11    | 0     |
| 2017      | 9     | 0     |
| 2019      | 4     | 0     |
| 2020      | 2     | 0     |
| 2021      | 16    | 0     |
| 2022      | 3     | 0     |
| 2023      | 1     | 0     |
| 2024      | 5     | 0     |
| Tổng cộng | 150   | 0     |

## Danh hiệu

### Câu lạc bộ
Colo-Colo
- Giải vô địch bóng đá Chile: Apertura 2006

Real Sociedad
- Segunda División: 2009–10

Barcelona
- La Liga: 2014–15
- Copa del Rey: 2014–15
- UEFA Champions League: 2014–15

Manchester City
Siêu cúp Anh: 2019

### Đội tuyển quốc gia
Đội tuyển Chile
- Vô địch: 2015, 2016

### Cá nhân
- Zamora Trophy: 2014–15